# Batasio dayi
Batasio dayi е вид лъчеперка от семейство Bagridae.

## Разпространение
Видът е разпространен в Мианмар.

## Описание
На дължина достигат до 8,7 cm.